# Список коллекций Александра Маккуина

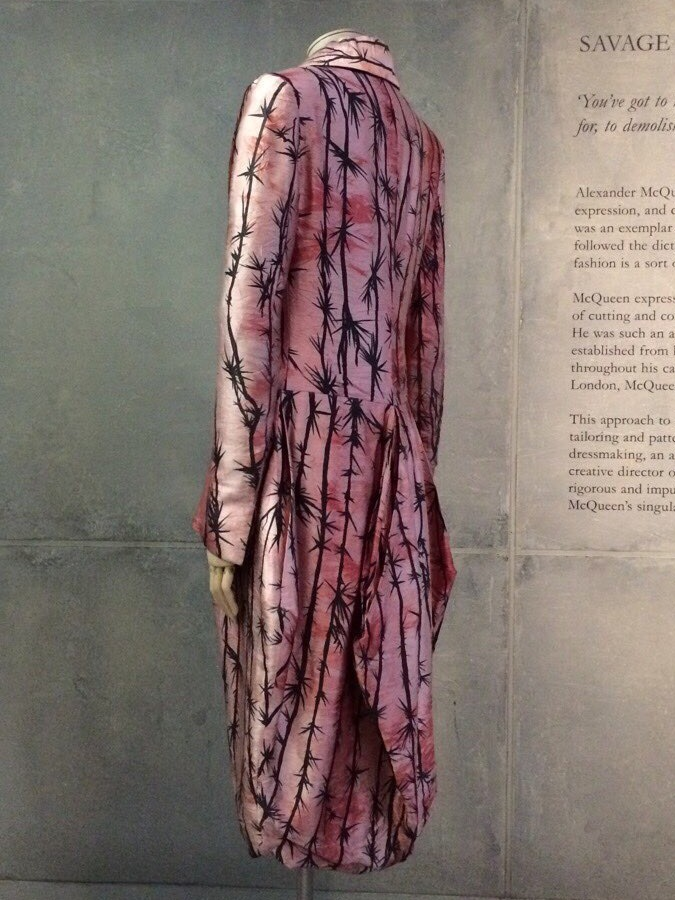
Пальто из шелка, коллекция Джек Потрошитель, представленная на выставке Savage Beauty

Британский дизайнер Александр Маккуин разработал 36 коллекций женской одежды за свою карьеру, которая длилась с 1992 года до его смерти в 2010 году. Его показы на подиуме были известны своей драматичностью и театральностью, некоторые из которых включали элементы исполнительского искусства. Маккуин черпал вдохновение для своей одежды и показов из широкого круга источников, включая кино, историю, природу, религию, искусство и собственную жизнь. В своих работах он исследовал такие темы, как романтизм, секс и смерть.

## Список коллекций
| Коллекция                                   | Сезон                      | Дата показа           | Место показа                            | Основная тема |
| ------------------------------------------- | -------------------------- | --------------------- | --------------------------------------- | --- |
| Джек-Потрошитель преследует своих жертв     | Дебютный показ в 1992 году | 16 марта 1992 года    | Штаб-квартира Герцога Йоркского, Лондон | Лондонский серийный убийца Джек Потрошитель и проституция в викторианскую эпоху, особенно практика продажи прядей волос                                                      |
| Водитель такси                              | Осень/Зима 1993 года       | Март 1993 года        | Отель Ritz London, Лондон               | «Таксист» — неонуарный фильм Мартина Скорсезе 1976 года; в меньшей степени отец Маккуина                                                                                     |
| Нигилизм                                    | Весна/Лето 1994 года       | 18 октября 1993 года  | Bluebird Garage, Лондон                 | Эклектичная коллекция без однозначной темы, общий протест против тенденции женской одежды быть мягкой и женственной                                                          |
| Банши                                       | Осень/Зима 1994 года       | 26 февраля 1994 года  | Cafe de Paris, Лондон                   | Гэльская банши, дух, чей плач предвещает смерть; романтизированное выживание через трагедию                                                                                  |
| Птицы                                       | Весна/Лето 1995 года       | 10 сентября 1994 года | Склад Бэгли, Лондон                     | «Птицы» — природный фильм ужасов Альфреда Хичкока 1963 года; орнитология; математические конструкции художника-графика М. К. Эшера                                           |
| Хайлендское изнасилование                   | Осень/Зима 1995 года       | 13 марта 1995 года    | Музей естественной истории, Лондон      | Английское насилие по отношению к Шотландии, особенно восстания якобитов и Хайленд-Клиренс                                                                                   |
| Голод                                       | Весна/Лето 1996 года       | 23 октября 1995 года  | Музей естественной истории, Лондон      | «Голод» — эротический фильм ужасов 1983 года |
| Данте                                       | Осень/Зима 1996 года       | 1 марта 1996 года     | Крайст-Черч, Спиталфилдс, Лондон        | Религия и война; назван в честь «Божественной комедии» Данте, эпической поэмы XIV века, описывающей ад                                                                       |
| Беллмер Ла Пупе                             | Весна/Лето 1997 года       | 27 сентября 1996 года | Королевский садоводческий зал, Лондон   | Poupée, серия фотографа-сюрреалиста Ханса Беллмера 1934 года, в которой деконструированные куклы представлены как комментарий к нацистским идеалам                           |
| Это джунгли там                             | Осень/Зима 1997 года       | 27 февраля 1997 года  | Рынок Боро, Лондон                      | Жизненный цикл газели Томсона; дикость индустрии моды; картины старых мастеров                                                                                               |
| Без названия                                | Весна-лето 1998 года       | 28 сентября 1997 года | Склад на Гатлифф-роуд, Лондон           | Трансформация и метаморфоза; гибридизация человека и животного; Коллекция Джона Гальяно «Забытые невинные» (весна-лето 1986 года)                                            |
| Джоан                                       | Осень/Зима 1998 года       | 25 февраля 1998 года  | Склад на Гатлифф-роуд, Лондон           | Мученичество и преследования в средневековую эпоху, особенно французской народной героини и святой Жанны д’Арк                                                               |
| № 13                                        | Весна/Лето 1999 года       | 27 сентября 1997 года | Склад на Гатлифф-роуд, Лондон           | Движение декоративно-прикладного искусства 1880—1920-х годов; финал вдохновлен инсталляцией Ребекки Хорн «Высокая луна» (1991)                                               |
| Оверлук                                     | Осень/Зима 1999 года       | 23 февраля 1999 года  | Склад на Гатлифф-роуд, Лондон           | «Сияние» — психологический фильм ужасов Стэнли Кубрика 1980 года, особенно его зимний сеттинг                                                                                |
| Глаз                                        | Весна/Лето 2000 года       | 16 сентября 1999 года | Пирс 94, Нью-Йорк                       | Исламская культура и одежда, особенно паранджа; отношения западного мира к Ближнему Востоку                                                                                  |
| Эшу                                         | Осень/Зима 2000 года       | 15 февраля 2000 года  | Студия Гейнсборо, Лондон                | Назван в честь божества йоруба Эшу; Африканский примитивизм с элементами викторианской моды                                                                                  |
| Восс                                        | Весна/Лето 2001 года       | 26 сентября 2000 года | клад на Гатлифф-роуд, Лондон            | Постановка представляет собой вуайеристский взгляд на стереотипный дом для умалишенных; платья из необычных материалов, таких как ракушки и предметные стекла для микроскопа |
| Что за карусель                             | Осень/Зима 2001 года       | 21 февраля 2001 года  | клад на Гатлифф-роуд, Лондон            | Темная изнанка карнавалов и цирков; Злодей-Ловец детей из Chitty Chitty Bang Bang (1968)                                                                                     |
| Танец искривленного быка                    | Весна/Лето 2002 года       | 6 октября 2001 года   | Спортивный клуб Stade Français, Париж   | Испанская культура, особенно коррида и танцы фламенко |
| Суперкалифрагилистическо-эксперидотический  | Осень/Зима 2002 года       | 9 марта 2002 года     | Ла Консьержери, Париж                   | Фильмы американского режиссёра Тима Бертона, особенно «Сонная лощина» (1990); английская школьная форма; фотография Хельмута Ланга                                           |
| Ирере                                       | Весна/Лето 2003 года       | 5 октября 2002 года   | Большой зал де ла Виллет, Париж         | Трехфазное повествование: пираты, потерпевшие кораблекрушение, утонувшие девушки в черном и райские птицы                                                                    |
| Сканеры                                     | Осень/Зима 2003 года       | 8 марта 2003 года     | Большой зал де ла Виллет, Париж         | Путешествие на восток через северную Евразию: Сибирь и Дальний Восток России, Тибет и Японию                                                                                 |
| Избавление                                  | Весна/Лето 2004 года       | 10 октября 2003 года  | Зал Ваграм, Париж                       | Мода эпохи депрессии, выраженная в танцевальном представлении по мотивам фильма 1969 года «Они стреляют в лошадей, не так ли?»                                               |
| Пантеон и Луцем                             | Осень/Зима 2004 года       | 5 марта 2004 года     | Большой зал де ла Виллет, Париж         | Древнегреческая драпированная одежда; научно-фантастические фильмы, такие как «Близкие контакты третьей степени» (1977) и «2001: Космическая одиссея» (1968)                 |
| Это всего лишь игра                         | Весна/Лето 2005 года       | 8 октября 2004 года   | Дворец спорта Париж-Берси, Париж        | Контраст культур моды разыгрывается как шахматная игра, вдохновленная гигантской шахматной сценой из фильма «Гарри Поттер и философский камень» (2001)                       |
| Человек, который знал слишком много         | Осень/Зима 2005 года       | 4 марта 2005 года     | Лицей Карно, Париж                      | Мода 1950-х годов, особенно в триллере Альфреда Хичкока «Человек, который слишком много знал» (1956)                                                                         |
| Нептун                                      | Весна/Лето 2006 года       | 7 октября 2005 года   | Национальная империя, Париж             | Мода 1980-х годов, в том числе эффектная одежда, строгий гламур и дизайн, заботящийся о теле                                                                                 |
| Вдовы Каллодена                             | Осень/Зима 2006 года       | 3 марта 2006 года     | Дворец спорта Париж-Берси, Париж        | Второе исследование насилия англичан по отношению к Шотландии в более зрелых и меланхоличных терминах; сосредотачивает вдов участников битвы при Каллодене (1746 г.)         |
| Сарабанда                                   | Весна/Лето 2007 года       | 6 октября 2006 года   | Цирк д’Ивер, Париж                      | Исследование хрупкости и увядающего величия через цветочные мотивы |
| Памяти Элизабет Хоу, Салем, 1692 г.         | Осень/Зима 2007 года       | 2 марта 2007 года     | Ле Зенит Арена, Париж                   | Религиозные преследования, проводимые пуританами в 17 веке; древнеегипетская религия; оккультная символика                                                                   |
| Ла Дам Блю                                  | Весна/Лето 2008 года       | 5 октября 2007 года   | Дворец спорта Париж-Берси, Париж        | Обновление через моду; мотивы птиц и бабочек; личный стиль Изабеллы Блоу |
| Девушка, которая жила на дереве             | Осень/Зима 2008 года       | 28 февраля 2008 года  | Дворец спорта Париж-Берси, Париж        | Сказочное повествование о девочке, жившей на дереве; Британская культура и национальные символы; одежда Индии во времена британского владычества                             |
| Естественные различия, неестественный отбор | Весна/Лето 2009 года       | 3 октября 2008 года   | Ле Сенткватр, Париж                     | Красота природы контрастирует с влиянием человеческой деятельности |
| Рог изобилия                                | Осень/Зима 2009 года       | 10 марта 2009 года    | Дворец спорта Париж-Берси, Париж        | Мрачная сатира на модную индустрию с стилизацией известных дизайнеров и прошлых работ Маккуина; многие предметы напоминают мусор                                             |
| Plato's Atlantis                            | Весна/Лето 2010 года       | 6 октября 2009 года   | Дворец спорта Париж-Берси, Париж        | Эволюция человека после глобального наводнения в результате изменения климата                                                                                                |
| Ангелы и Демоны                             | Осень/Зима 2010 года       | 10 марта 2010 года    | Отель де Клермон-Тоннер, Париж          | Религиозные картины периода Средневековья и Возрождения |